# Sergio Di Zio
Sergio Di Zio (* 20. September 1972 in Toronto, Ontario) ist ein kanadischer Schauspieler italienischer Abstammung.

## Leben
Sergio Di Zio begann seine Schauspielkarriere 1995 in dem Film Die Chaos-Clique auf Klassenfahrt an der Seite von Jeremy Renner und Matt Frewer. Es folgten meist kleinere Rollen in weiteren Filme wie The Wall, The Passion of Ayn Rand, Der blutige Pfad Gottes, Das Comeback oder Flash of Genius. Im deutschsprachigen Raum erlangte er größere Bekanntheit durch die seit 2008 produzierte Fernsehserie Flashpoint – Das Spezialkommando.
Neben seinen Rollen in Film und Fernsehen wirkt Di Zio auch in Theaterstücken mit und arbeitet als Synchronsprecher.

## Filmografie (Auswahl)
- 1995: Die Chaos-Clique auf Klassenfahrt (Senior Trip)
- 1999: Der blutige Pfad Gottes (The Boondock Saints)
- 1999: Willkommen in Freak City (Freak City, Fernsehfilm)
- 2001: Flug 534 – Tod über den Wolken (Rough Air: Danger on Flight 534, Fernsehfilm)
- 2003: Ein ungleiches Paar (The In-Laws)
- 2005: Das Comeback (Cinderella Man)
- 2007: Die Regeln der Gewalt (The Lookout)
- 2007: Just Buried
- 2008: Flash of Genius
- 2008–2012: Flashpoint – Das Spezialkommando (Flashpoint, Fernsehserie, 75 Episoden)
- 2010: Republic of Doyle – Einsatz für zwei (Republic of Doyle, Fernsehserie, 1 Episode)
- 2010: Murdoch Mysteries (Fernsehserie, 1 Episode)
- 2014: Suits (Fernsehserie, Episode 4x02)
- 2015: The Walk
- 2015–2017: Rogue (Fernsehserie, 24 Episoden)
- 2016: Die Erfindung der Wahrheit (Miss Sloane)
- 2016: Rupture – Überwinde deine Ängste (Rupture)
- 2019: Georgetown
- 2020: Das Damengambit (The Queen’s Gambit, Fernsehserie, 2 Episoden)
- 2025: Adults (Fernsehserie, 1 Episode)